# Sim Sang-min
Sim Sang-min (심상민?, 沈相旼?; 21 maggio 1993) è un calciatore sudcoreano, difensore dell'Ulsan HD.

## Carriera

### Club
Ha giocato in Corea del Sud, nel Seoul, con cui ha esordito in campionato il 26 marzo 2014 nella sfida casalinga con lo Jeju SK, vinta per 2-0, nella quale gioca per 78 minuti, prima di essere sostituito da Kim Chi-woo. L'esordio in AFC Champions League arriva invece il 1º aprile 2014 nel 2-2 in casa contro i giapponesi del Sanfrecce Hiroshima, sfida valida per il girone F, nella quale viene sostituito al 90' da Yun Ju-tae.

### Nazionale
Ha fatto parte delle nazionali Under-20 e Under-23 sudcoreane. Con la prima ha partecipato ai Mondiali Under-20 2013, nei quali ha raggiunto i quarti di finale.
Viene convocato per le Olimpiadi 2016 in Brasile.

## Palmarès

### Club

#### Competizioni nazionali
- Coppa della Corea del Sud: 2

Seoul: 2015
Pohang Steelers: 2023

### Nazionale
- Coppa d'Asia Under-19: 1

2012